# Miami International Airport

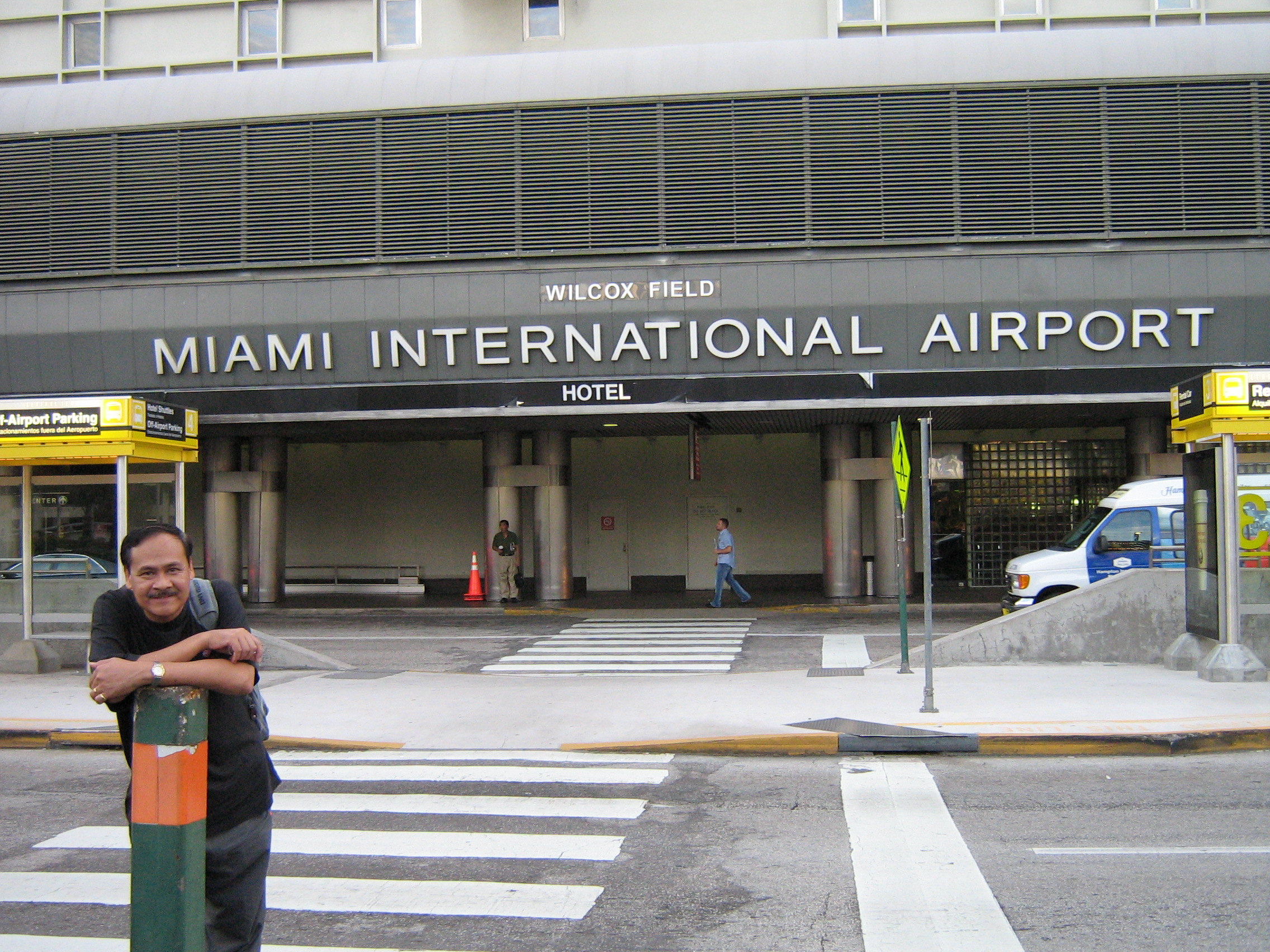
Miami International Airport.

Miami International Airport (IATA: MIA, ICAO: KMIA, FAA LID: MIA), också känd som MIA och historiskt som Wilcox Field, ligger utanför Miami, Florida i USA. Det är Miamis huvudflygplats och flygplatsen trafikeras av såväl amerikanska som europeiska flygbolag. Miami International Airport är också en hubb för American Airlines varifrån en stor del av deras karibiska flyg utgår.
Flygplatsen öppnade 15 september 1928 som Pan American Field och kallades senare 36th Street Airport eller J. Mark Wilcox Field efter politikern med samma namn. Efter andra världskriget lades flygplatsen ihop med det intilliggande militärflygfältet och blev till Miami International Airport.